# Chiomonte
Chiomonte – miejscowość i gmina we Włoszech, w regionie Piemont, w prowincji Turyn.
Według danych na rok 2004 gminę zamieszkiwało 1012 osób, 38,9 os./km².